# Castell d'Almenara (Pilar d'Almenara)
|  | No s'ha de confondre amb el cim Pilar d'Almenara.. |

El castell d'Almenara, conegut popularment com el Pilar d'Almenara, és un castell documentat el 1139 que es dreça al Pilar d'Almenara, el punt més alt de la serra d'Almenara, a l'extrem meridional de l'altiplà que la corona, amb una gran panoràmica de l'Urgell i de tots els castells del seu entorn. La serra d'Almenara separa pel sud el riu Sió de les terres planes de l'Urgell. El topònim, d'origen àrab, significa torre de guaita. És una obra declarada bé cultural d'interès nacional.

## Descripció
Del castell en roman fonamentalment la torre mestra. És de planta circular amb una alçària de 15 metres i 7 metres de diàmetre en la base. Gruix de paret de 2,10 a la part inferior que disminueix en guanyar alçada. L'aparell és de petits carreus ben escairats. A l'exterior són visibles dues seqüències de forats a 3 i 7,5 m de terra usats per recolzar la bastida en el moment de construir. La porta, a 6 m d'alçada al sud, presenta un arc de mig punt que es projecta en forma de volta de canó. La torre té tres nivells, l'inferior, cec, cobert per una cúpula avui molt derruïda, el segon, a nivell de la porta d'entrada, té una cúpula semblant que fa de base al terra del tercer nivell fet de petites lloses cobertes de calç.
El seguiment arqueològic va permetre recuperar detalls constructius, fragments ceràmics i metal·lics i restes de fauna. Un fossar semicircular aïllaria la fortalesa de la resta de l'altiplà on fou construïda. La torre es data el darrer terç del segle xi.

### Sant Vicenç d'Almenara
Les ruïnes d'aquesta església romànica són a uns 300 m i a llevant de la torre, en el mateix tossal. Se'n té una primera referència en la concessió en feu del castell d'Almenara que feren el comte d'Urgell Ermengol III i la seva muller Llúcia a Arnau Dalmau, el 1063. Es concedia a Arnau Dalmau que tingués un clergue que pregués per l'ànima dels comtes i que rebés la meitad del delme i de diverses primícies. El 1391 s'esmenta que el capellà d'Almenara havia de contribuir amb 19 sous a la dècima de la diòcesi d'Urgell. A finals de l'edat mitjana es construí un temple nou a Almenara Alta i Sant Salvador esdevindria una senzilla capella. Durant la Guerra Civil Espanyola, la majoria de carreus s'aprofitaren per a bastir nius d'ametralladores per les tropes republicanes.
Església de nau única capçada per un absis semicircular orientat a l'est i cobert per una volta de quart d'esfera, desapareguda, que presenta la part sud d'una finestra de doble esqueixada. Hi havia una coberta de volta de canó semicircular sostinguda per dos arcs torals, avui dia esfondrada. Del sistema constructiu podem apercebre dues parets de carreus ben escairats amb espai entremig farcit de pedretes petites i irregulars ben ajustades amb argila. De la porta, que obre a ponent, se'n veu l'interior de l'arc rebaixat. A fora hi havia un arc de mig punt adovellat que arrencava d'impostes. A l'interior, els pilars són de secció rectangular. El més proper a la porta és semicircular coronat per una mena de bloc pla i trapezoïdal, com un capitell barroer.
A la part central del mur sud encara s'aprecien unes quantes mènsules llises. També es perceben els buits regulars en la superfície dels murs on es recolzaren les bastides. En època gòtica, s'obrí una capella al sud que canvià la fisonomia exterior original. L'església és datada en un moment avançat del segle xii o potser en la primera meitat del segle xiii.

## Història
Edificació probable d'origen àrab, si bé va ser construïda damunt les ruïnes d'un poblat anterior tardoromà o visigòtic, el qual probablement també tindria una torre de guaita. Sembla que en un primer moment el castell d'Almenara fou subsidiari del d'Agramunt i, com aquest, estigué sota el domini superior dels comtes d'Urgell que l'infeudaren a diversos castlans. El lloc és documentat per primera vegada l'any 1037 en la venda del castell d'Artesa per part del comte Ermengol II d'Urgell i la seva muller Belasqueta a Arnau Mir de Tost on, en les afrontacions, s'anomena la serra d'Almenara, segurament encara sota domini sarraí. L'any 1061, Pere Miró de Pons, castlà majó d'Almenara pel comte d'Urgell esmenta el castell en el seu testament. El 1063, el comte d'Urgell Ermengol III encomana el castell d'Almenara a Arnau Dalmau, castlà. El 1139, els comtes d'Urgell Ermengol VI i Elvira donaren a Ramon Arnau i els seus fills una torre que havien bastit dins el terme d'Almenara amb l'obligació que hi bastís una fortalesa. La família Almenara és ben documentada fins al segle xiv.
L'esmenta el castlà Pere de Puigverd l'any 1164 en el seu testament. Ramon de Subirats, també castlà, el deixa a la seva filla Ermessenda l'any 1167. A partir del segle xiii hi ha menys notícies; Pere el Gran el feu custodiar per Ramon de Gironella. L'any 1706, l'austriacista Carles de Fivaller, capità de la Coronela de Barcelona, portava el títol de cavaller d'Almenara. Durant la guerra civil espanyola de 1936-39, s'hi construí una xarxa de trinxeres aprofitant part dels materials del castell i degut al valor estratègic del lloc.
Ubicat en la finca Mas de Muntada, és propietat actualment per herencia de Josep Ball i Papiol. L'any 1987 es realitzà l'obra de restauració de la torre segons el projecte de l'arquitecte Jaume Fresquet amb seguiment arqueològic a càrrec de Joana Xandri del Servei d'Arqueologia de l'Institut d'Estudis Il·lerdencs.